# War Tour
War Tour foi uma turnê da banda de rock irlandesa U2. Encenado em apoio ao álbum War, a excursão teve início em 26 de fevereiro de 1983, terminando em 29 de novembro do mesmo ano.
"War Tour" foi composta por 3 partes e 109 shows ao todo. Após War ter sido gravado, 3 meses antes de ser liberado, o U2 começou a tocar o "Pré-War Tour", tendo início em 2 de dezembro de 1982 na cidade de Manchester, Inglaterra, prolongando-se até 24 de dezembro na cidade de Dublin, Irlanda, do mesmo ano. Em 5 de junho de 1983, a banda tocou em Denver, nos Estados Unidos, no "Red Rocks Amphitheatre" (um local ao ar livre entre as regiões rochosas e montahosas de perto de Denver), onde foi gravado o álbum ao vivo da banda, Under a Blood Red Sky.
A turnê ajudou War ficar perto do "Top 20" da Billboard 200, para a duração do "Leg" americano, representando o melhor desempenho de seus comerciais, até agora nos Estados Unidos.

## Datas da turnê (Pré-War Tour)

### 1ª Etapa: Europa (1982)
| Data           | Cidade     | País             | Local                    |
| -------------- | ---------- | ---------------- | ------------------------ |
| 2 de Dezembro  | Manchester | Inglaterra       | Apollo Theatre           |
| 3 de Dezembro  | Leicester  | Inglaterra       | De Montfort Hall         |
| 4 de Dezembro  | Birmingham | Inglaterra       | Odeon                    |
| 5 de Dezembro  | London     | Inglaterra       | Lyceum Ballroom          |
| 6 de Dezembro  | London     | Inglaterra       | Hammersmith Palais       |
| 8 de Dezembro  | Utrecht    | Países Baixos    | Muziekcentrum Vredenburg |
| 9 de Dezembro  | Groningen  | Países Baixos    | Martinihal               |
| 10 de Dezembro | Mechelen   | Belgica          | Volksbelang              |
| 11 de Dezembro | Deinze     | Belgica          | Brielport                |
| 12 de Dezembro | Genk       | Belgica          | Limburghal               |
| 14 de Dezembro | Copenhagen | Dinamarca        | Falkoner Theatre         |
| 15 de Dezembro | Stockholm  | Suécia           | Konserthuset             |
| 16 de Dezembro | Oslo       | Noruega          | Oslo                     |
| 18 de Dezembro | Cork       | Irlanda          | City Hall                |
| 19 de Dezembro | Galway     | Irlanda          | Leisureland              |
| 20 de Dezembro | Belfast    | Irlanda do Norte | Maysfield Leisure Centre |
| 22 de Dezembro | Dublin     | Irlanda          | SFX                      |
| 23 de Dezembro | Dublin     | Irlanda          | SFX                      |
| 24 de Dezembro | Dublin     | Irlanda          | SFX                      |

## Datas da turnê (War Tour)

### 1ª Etapa: Europa (1983)[1]
| Data            | Cidade              | País       | Local                 |
| --------------- | ------------------- | ---------- | --------------------- |
| 26 de Fevereiro | Dundee              | Escócia    | Caird Hall            |
| 27 de Fevereiro | Aberdeen            | Escócia    | Capitol Theatre       |
| 28 de Fevereiro | Edinburgh           | Escócia    | Playhouse             |
| 1 de Março      | Newcastle upon Tyne | Inglaterra | City Hall             |
| 2 de Março      | Lancaster           | Inglaterra | Lancaster University  |
| 3 de Março      | Liverpool           | Inglaterra | Royal Court Theatre   |
| 4 de Março      | Hanley              | Inglaterra | Victoria Hall         |
| 6 de Março      | Portsmouth          | Inglaterra | Guildhall             |
| 7 de Março      | Bristol             | Inglaterra | Colston Hall          |
| 8 de Março      | Exeter              | Inglaterra | Exeter University     |
| 9 de Março      | Poole               | Inglaterra | Arts Centre           |
| 10 de Março     | Birmingham          | Inglaterra | Odeon                 |
| 13 de Março     | Brighton            | England    | Top Rank              |
| 14 de Março     | Londres             | England    | Hammersmith Odeon     |
| 15 de Março     | Ipswich             | England    | Gaumont Theatre       |
| 17 de Março     | Sheffield           | England    | City Hall             |
| 18 de Março     | Leeds               | England    | Leeds University      |
| 19 de Março     | Manchester          | England    | Apollo Theatre        |
| 20 de Março     | Derby               | England    | Assembly Rooms        |
| 21 de Março     | Londres             | England    | Hammersmith Odeon     |
| 22 de Março     | Londres             | England    | Hammersmith Odeon     |
| 25 de Março     | Liverpool           | Inglaterra | Royal Court Theatre   |
| 26 de Março     | Newcastle upon Tyne | Inglaterra | City Hall             |
| 27 de Março     | Birmingham          | Inglaterra | Odeon                 |
| 28 de Março     | Nottingham          | Inglaterra | Royal Centre          |
| 29 de Março     | Londres             | Inglaterra | Hammersmith Palais    |
| 3 de Abril      | Bourges             | França     | Festival de Printemps |
| 6 de Abril      | Portsmouth          | Inglaterra | Guildhall             |

### 2ª Etapa: América, Europa, Festival's, Japão (1983)[5]
| Data                | Cidade         | País           | Local                                      |
| ------------------- | -------------- | -------------- | ------------------------------------------ |
| 12 de Maio de 1982  | Passaic        | Estados Unidos | Capitol Theater                            |
| 23 de Abril de 1983 | Chapel Hill    | Estados Unidos | Kenan Stadium                              |
| 24 de Abril de 1983 | Norfolk        | Estados Unidos | Chrysler Hall                              |
| 25 de Abril de 1983 | College Park   | Estados Unidos | Ritchie Coliseum                           |
| 27 de Abril de 1983 | Auburn         | Estados Unidos | Cayuga County Community College Gym        |
| 28 de Abril de 1983 | Rochester      | Estados Unidos | Rochester Institute of Technology Ice Rink |
| 30 de Abril de 1983 | Providence     | Estados Unidos | Brown University                           |
| 1 de Maio de 1983   | Stony Brook    | Estados Unidos | Stony Brook                                |
| 3 de Maio de 1983   | Pittsburgh     | Estados Unidos | Fulton Theater                             |
| 5 de Maio de 1983   | Boston         | Estados Unidos | Orpheum Theatre                            |
| 6 de Maio de 1983   | Boston         | Estados Unidos | Orpheum Theatre                            |
| 7 de Maio de 1983   | Albany         | Estados Unidos | State University of New York               |
| 8 de Maio de 1983   | Hartford       | Estados Unidos | Trinity College                            |
| 10 de Maio de 1983  | New Haven      | Estados Unidos | Yale University                            |
| 11 de Maio de 1983  | Nova Iorque    | Estados Unidos | Palladium                                  |
| 13 de Maio de 1983  | Filadélfia     | Estados Unidos | Tower Theater                              |
| 14 de Maio de 1983  | Filadélfia     | Estados Unidos | Tower Theater                              |
| 16 de Maio de 1983  | Buffalo        | Estados Unidos | Shea Center                                |
| 17 de Maio de 1983  | Toronto        | Canadá         | Massey Hall                                |
| 19 de Maio de 1983  | Cleveland      | Estados Unidos | Music Hall                                 |
| 20 de Maio de 1983  | Detroit        | Estados Unidos | Grand Circus Theater                       |
| 21 de Maio de 1983  | Chicago        | Estados Unidos | Aragon Ballroom                            |
| 22 de Maio de 1983  | Minneapolis    | Estados Unidos | Northrop Auditorium]                       |
| 25 de Maio de 1983  | Vancouver      | Canadá         | Queen Elizabeth Theatre                    |
| 26 de Maio de 1983  | Seattle        | Estados Unidos | Parmount Theatre                           |
| 27 de Maio de 1983  | Portland       | Estados Unidos | Parmount Theatre                           |
| 30 de Maio de 1983  | Devore         | Estados Unidos | Glen Helen Rgional Park                    |
| 1 de Junho de 1983  | San Francisco  | Estados Unidos | Civic Auditorium                           |
| 3 de Junho de 1983  | Salt Lake City | Estados Unidos | Salt Palace Assembly Hall                  |
| 5 de Junho de 1983  | Denver         | Estados Unidos | Red Rocks Amphitheatre                     |
| 7 de Junho de 1983  | Wichita        | Estados Unidos | Cotillion Ballroom                         |
| 8 de Junho de 1983  | Kansas         | Estados Unidos | Memorial Hall                              |
| 9 de Junho de 1983  | Tulsa          | Estados Unidos | Brady Theater                              |
| 10 de Junho de 1983 | Norman         | Estados Unidos | Lloyd Noble Center                         |
| 11 de Junho de 1983 | Austin         | Estados Unidos | The Meadows                                |
| 13 de Junho de 1983 | Dallas         | Estados Unidos | Bronco Bowl                                |
| 14 de Junho de 1983 | Houston        | Estados Unidos | Houston Music Hall                         |
| 17 de Junho de 1983 | Los Angeles    | Estados Unidos | Sports Arena                               |
| 21 de Junho de 1983 | Orlando        | Estados Unidos | Jai Alai Fronton Hall                      |
| 22 de Junho de 1983 | Tampa          | Estados Unidos | Curtis Hixon Hall                          |
| 23 de Junho de 1983 | Miami          | Estados Unidos | Sunrise Musical Theater                    |
| 24 de Junho de 1983 | Jacksonville   | Estados Unidos | Civic Auditorium                           |
| 25 de Junho de 1983 | Atlanta        | Estados Unidos | Atlanta Civic Center                       |
| 27 de Junho de 1983 | New Haven      | Estados Unidos | Coliseum                                   |
| 28 de Junho de 1983 | Worcester      | Estados Unidos | The Centrum                                |
| 29 de Junho de 1983 | Nova Iorque    | Estados Unidos | Pier 84                                    |